# Smilax guianensis
Smilax guianensis là một loài thực vật có hoa trong họ Smilacaceae. Loài này được Vitman miêu tả khoa học đầu tiên năm 1791.